# Montevidéu (departamento)
Montevidéu (português brasileiro) ou Montevideu (português europeu) é um departamento do Uruguai, sua capital é a cidade homônima.

## População
De acordo com o censo de 2011, o Departamento de Montevidéu tem uma população de 1.680.108 (613.990 homens e 705.014 mulheres) e 520.538 domicílios. Existem também 186.835 instalações comerciais.